# Samuele Ceccarelli
Samuele Ceccarelli (Massa, 9 januari 2000) is een Italiaans atleet gespecialiseerd in de sprint. Op de Europese kampioenschappen indooratletiek 2023 won Ceccarelli de gouden medaille op de 60 meter sprint.